# حلقه اسقف

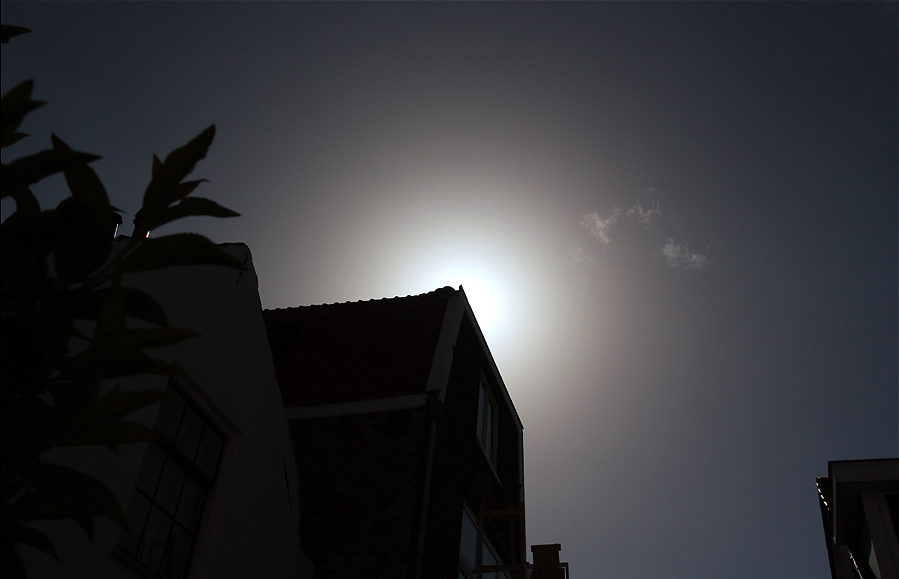
حلقه اسقف به دور خورشید به دلیل خاکستر آتشفشانی ایافیاتلایوکوتل در ایسلند. عکس از لیدن، هلند، در ۱۸ مه ۲۰۱۰.

حلقه اسقف (انگلیسی: Bishop's Ring) هاله پراکنده قهوه‌ای یا آبی است که در اطراف خورشید مشاهده می‌شود. معمولاً پس از فوران‌های آتشفشانی بزرگ مشاهده می‌شود. اولین مشاهده ثبت شده از حلقه اسقف توسط کشیش سرنو ادواردز اسقف (Sereno Edwards Bishop) از هونولولو، پس از فوران کراکاتوآ در ۲۷ اوت ۱۸۸۳ بود.
این انفجار غول‌پیکر، مقدار زیادی غبار و گازهای فرار را به جو پرتاب کرد. ذرات سولفات معلق در هوا در استراتوسفر باقی ماندند و چندین سال باعث طلوع و غروب خورشید رنگارنگ شدند. اولین مشاهده از این حلقه در سال ۱۸۸۳ منتشر شد و به‌عنوان یک هاله ضعیف در اطراف خورشید توصیف شد. اسقف این پدیده را در ۵ سپتامبر ۱۸۸۳ مشاهده کرد. این پدیده متعاقباً به نام او نامگذاری شد و موضوع پایان‌نامه استادی در سال ۱۸۸۶ (شایستگی) توسط آلبرت ریگنباخ (Albert Riggenbach) بود.
اکثر مشاهدات موافق هستند که لبه داخلی حلقه سفید مایل به آبی یا آبی و بیرون آن قرمز، قهوه‌ای یا بنفش است. منطقه محصور شده توسط حلقه به‌طور قابل توجهی روشن‌تر از محیط اطراف است. از توالی رنگ‌ها با قرمز در خارج می‌توان نتیجه گرفت که این پدیده ناشی از پراش است زیرا هاله‌ها همیشه قسمت قرمز خود را در داخل خود دارند. به‌طور متوسط، شعاع حلقه حدود ۲۸ درجه است، اما بسته به اندازه گرد و غبار، می‌تواند بین ۱۰ تا ۳۰ درجه تغییر کند. حداکثر ۳۰ درجه شعاع نسبتاً بزرگی است که فقط می‌تواند توسط ذرات گرد و غبار بسیار کوچک (۰٫۰۰۲ میلی‌متر) ایجاد شود که همه باید تقریباً یک اندازه باشند. هواپخش‌های ترکیبی گوگردی که از فوران‌های آتشفشانی به دست می‌آیند، منبع اثر حلقه اسقف هستند. حلقه اسقف برای مدت طولانی در ژاپن پس از فوران کوه پیناتوبو مشاهده شد.